# Anna von Weinburg
Anna von Weinburg (* vor 1303; † 1353) war eine Äbtissin des freiweltlichen Damenstifts Buchau im heutigen Bad Buchau am Federsee.
Anna von Weinburg (auch Weinberg, Winberg, Winenburg) entstammte einer Linie der Edelfreien von Stöffeln, welche sich nach 1271 auf der Burg Weinberg auf dem Weinberg am östlichen Stadtrand von Metzingen ansiedelten.
Die Wahl Annas zur Äbtissin wurde am 14. April 1303 in einer Urkunde des Stifts St. Stephan Konstanz bestätigt. In ihrer Amtszeit als Äbtissin lassen sich folgende Handlungen dokumentieren:
- 1308 Begründung einer Frühmesse in der Pfarrkirche von Saulgau
- 1310 Genehmigung der Schenkung eines ihrer Diener an das Kloster Salem
- 1345 Belehnung von Rudolf von Reischach mit der Stadt Straßberg und Burg Straßberg
- 1351 Verkauf des Kirchensatzes von Mittelbiberach und des Maierhofs zu Reute an den  Hospital zum Heiligen Geist in Biberach[1]

Im Jahre 1347 wurde die Äbtissin erstmals als Reichsfürstin bezeichnet. Anna verstarb im Jahre 1353. Die Stiftstradition und ältere Literatur berichtet von einer Äbtissin Katharina von Stöffeln. Dies lässt sich nach der neueren Literatur nicht bestätigen.